# Przystawka
Przystawka (zakąska) – lekkostrawna potrawa podawana w małych porcjach przed głównymi daniami. Niekiedy nazywana z francuskiego hors d'œuvre (wersja spolszczona ordewry). Przystawki mogą być daniami zimnymi lub gorącymi.
Podawane są podczas imprez, najczęściej kulturalnych, jak wernisaże, festyny, bankiety, szczególnie wtedy, gdy od przybycia gości do rozpoczęcia głównej części wydarzenia upływa więcej czasu. Przystawkom towarzyszyć mogą napoje bezalkoholowe lub alkoholowe (najczęściej wino i piwo).
Chociaż każde serwowane wówczas danie umownie można nazwać przystawką, określenie hors d'oeuvre w ścisłym sensie odnosi się do pojedynczych i specjalnie przyrządzonych. Nie należy więc do nich np. zestaw wędlin czy surowych warzyw lub owoców, ale za hors d'oeuvre uważana jest np. śliwka suszona zawinięta w boczek i tak zapieczona oraz udekorowana serkiem mascarpone.
Ze względu na użyte surowce wyróżnić można zakąski:
- mięsne (ze zwierząt rzeźnych, drobiowe, z dziczyzny i rybne),
- ze skorupiaków,
- podrobowe,
- jajeczne,
- serowe,
- warzywne,
- owocowe.

Przykłady zakąsek zimnych: marynaty, sałatki, jajka gotowane, pasztety, paszteciki.
Przykłady zakąsek gorących: grzanki zapiekane, paszteciki i pasztety na gorąco, potrawy z jarzyn, jaj, mięs.

## Galeria

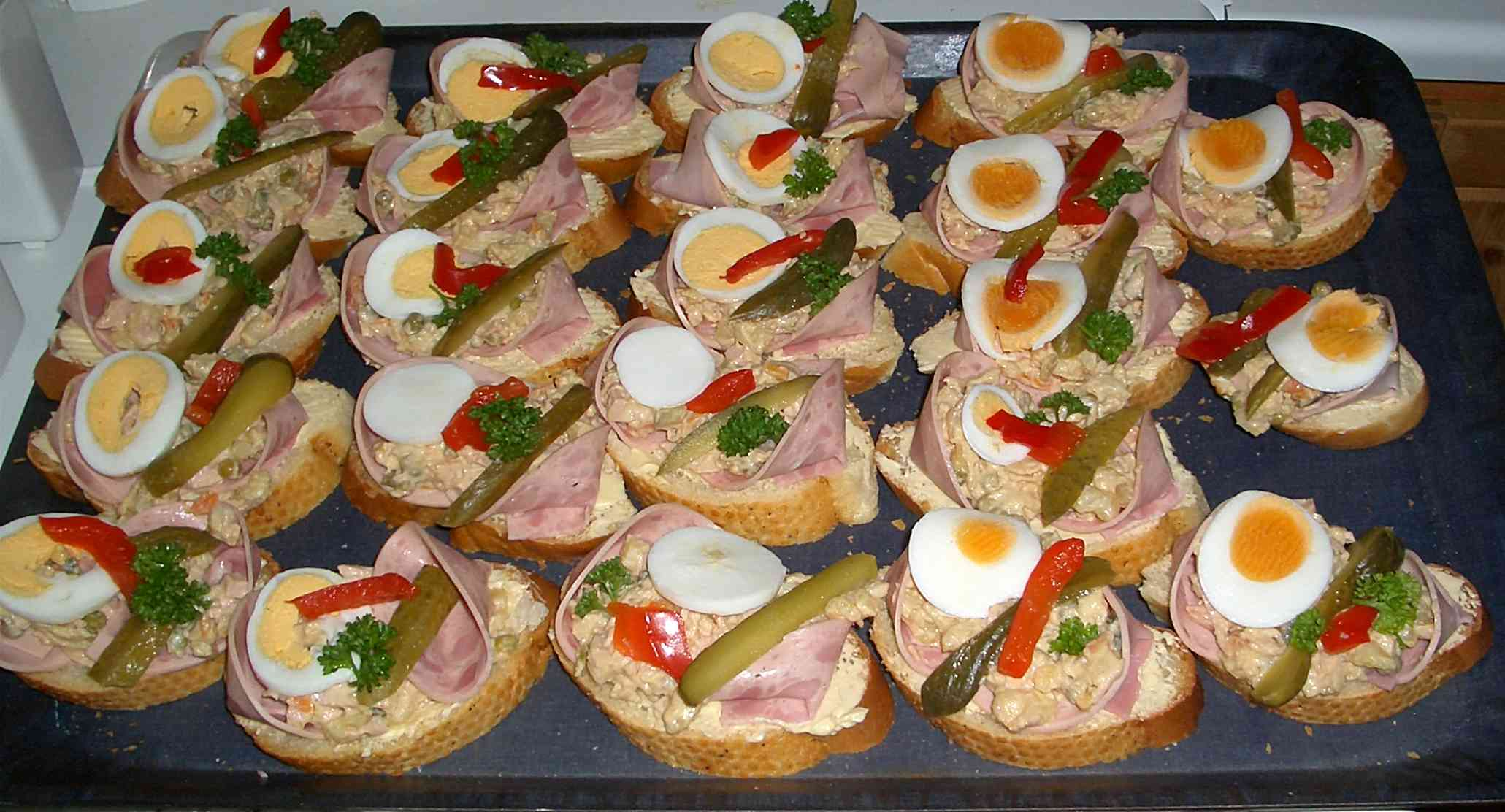
Czeskie i słowackie kanapki (obložené chlebíčky)
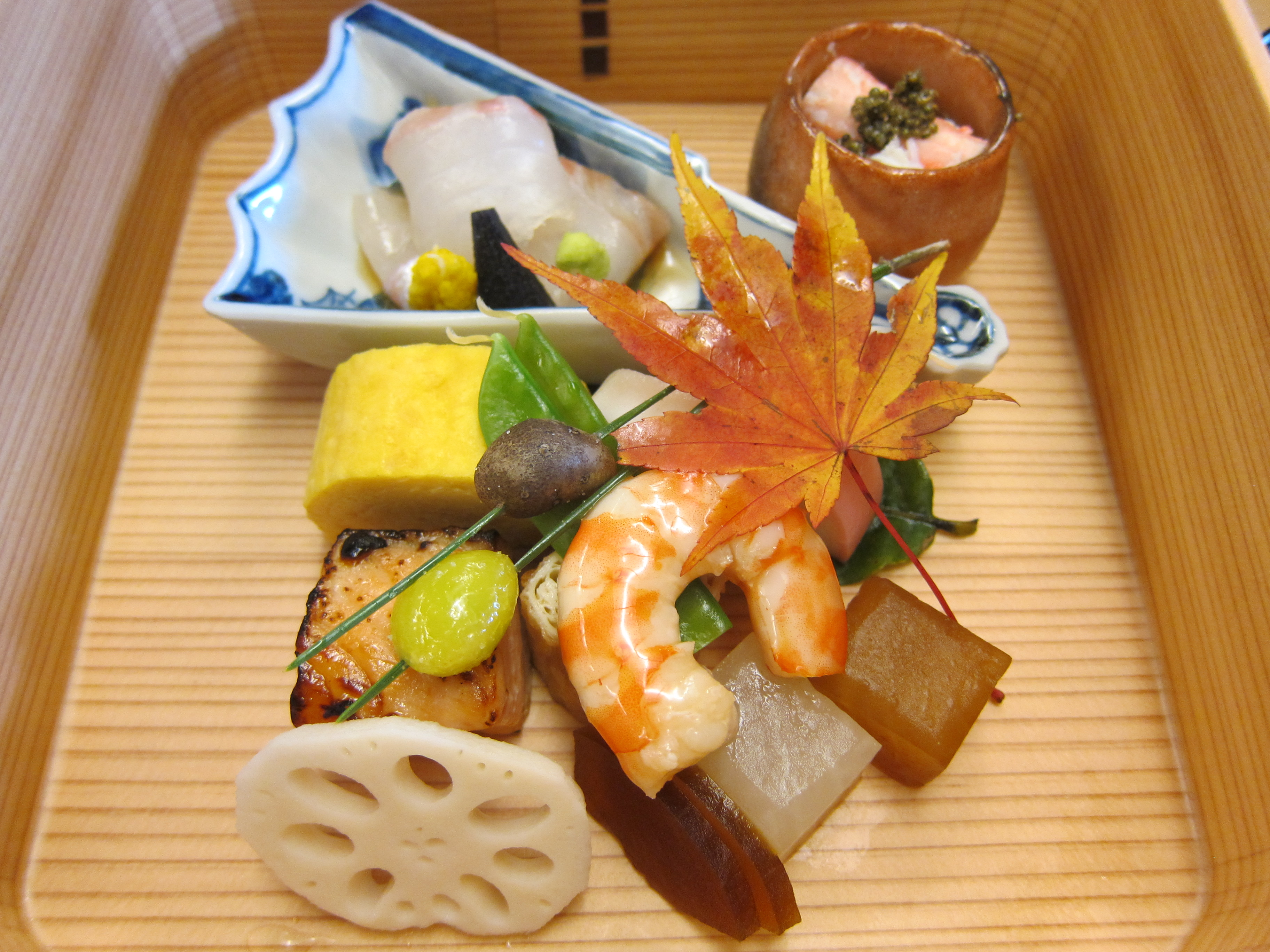
Japońskie zensai
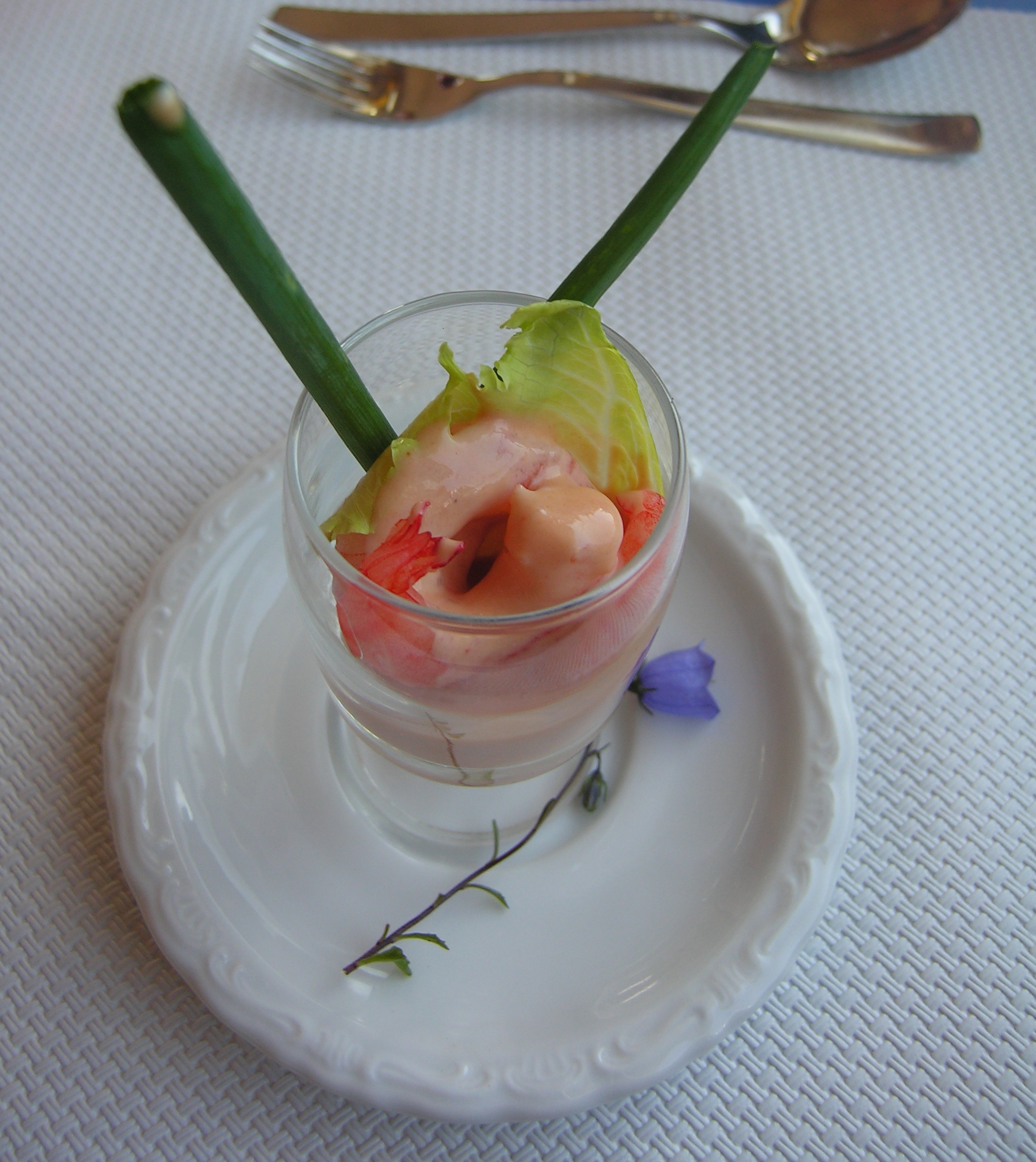
Przystawka szwajcarska
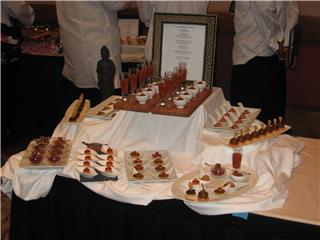
Zestaw współczesnych hors d'oeuvres
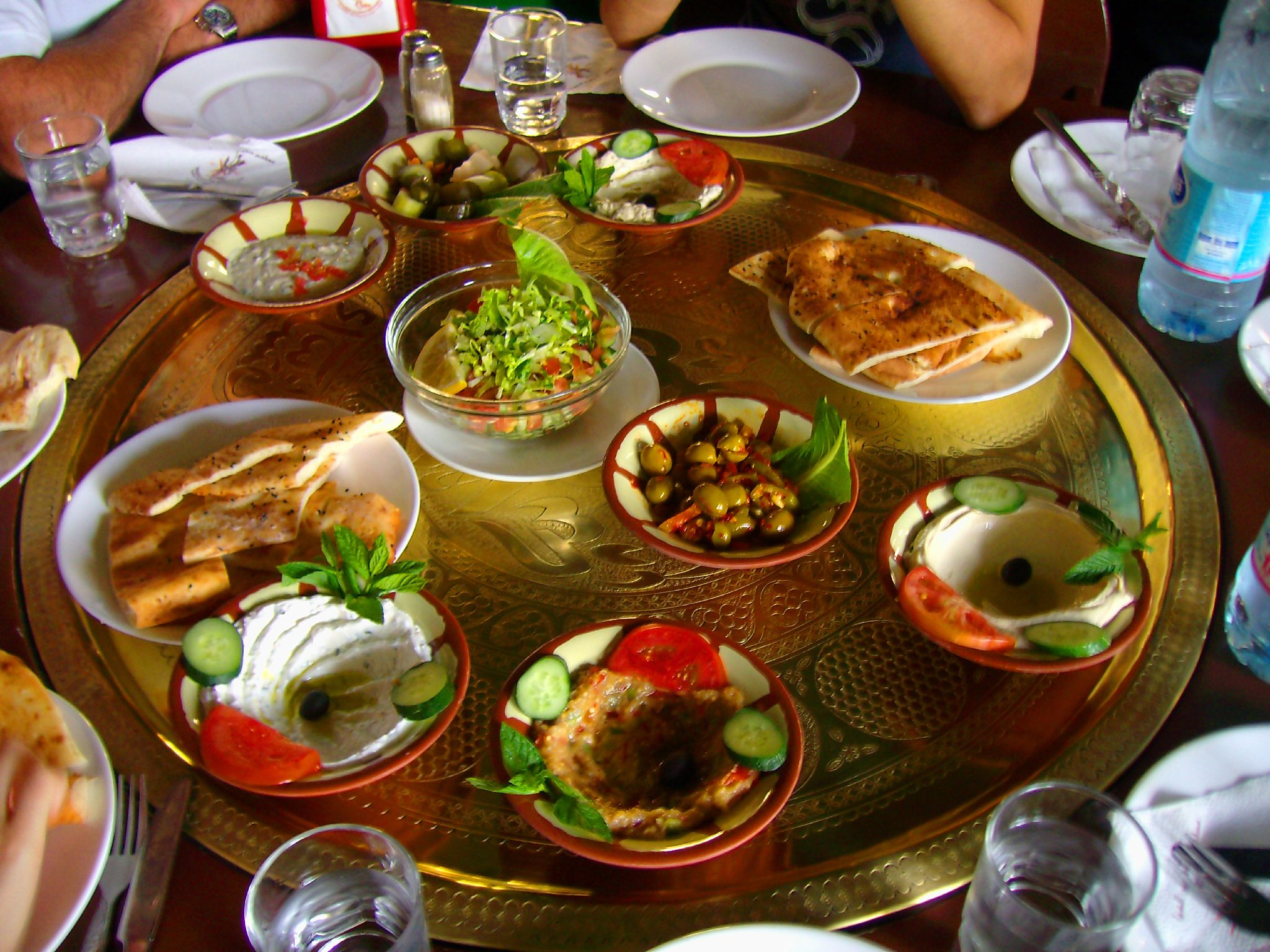
Jordańskie meze